# Reguiba
Reguiba è un comune dell'Algeria, situato nella provincia di El Oued.